# Ланкестер, Эдвин Рей
Эдвин Рей Ла́нкестер (англ. Edwin Ray Lankester; 15 мая 1847 — 15 августа 1929) — британский зоолог, популяризатор науки.
Член Лондонского королевского общества (1875), иностранный член-корреспондент Петербургской академии наук (1895), иностранный член Национальной академии наук США (1903), Парижской академии наук (1910; корреспондент с 1899).

## Биография
В 1871 году, после возвращения с учебы в Германии и Италии, устроился в качестве ассистента к Томасу Гексли.
Ланкестер работал профессором зоологии в университетском колледже Лондона с 1874 по 1890 год, а с 1891 по 1898 год — профессором сравнительной анатомии в Оксфордском университете.
С 1898 по 1907 год руководил Музеем естествознания в Лондоне.

## Научные достижения
Ланкестеру принадлежат идеи выделения губок в отдельную группу, а также разделения червей на плоских, круглых и кольчатых.

## Почести
Лондонское королевское общество наградило его в 1885 году Королевской медалью, а в 1913 году — медалью Копли. В 1920 году Лондонское Линнеевское общество наградило его медалью Линнея. В 1907 году он стал рыцарем-командором Ордена Бани.

## Труды
- A Monograph of the Cephalaspidian Fishes (1870)
- Developmental History of the Mollusca (1875)
- Degeneration (1880)
- Limulus: An Arachnid (1881)
- The Advancement of Science (1889), collected essays
- Zoological Articles 1891)
- A Treatise on Zoology (1900—09), (editor)
- Extinct Animals (1905)
- Nature and Man (1905)
- The Kingdom of Man (1907)